# Eric Dill
Eric Dill fue el cantante líder de la banda de rock "The Click Five". Debutó en 2005 junto con "The Click Five" con su álbum Greetings From Imrie House, el disco tuvo mucho éxito y se convirtió en el CD más exitoso de un nuevo grupo de rock.

## Eric Dill y The Click Five
Eric Dill, se graduó de la Universidad de Purdue con un título en tecnología industrial. Poco tiempo después, Dill fue invitado a participar en The Click Five junto con unos de sus viejos amigos. Se convirtió en el vocalista y guitarrista principal de la banda.
Los últimos años de la vida de Eric Dill, ha sido el líder de The Click Five una de las bandas que más rápido ganó popularidad de la década. De pronto Dill se encontraba en escenarios de los programas Live With Regis and Kelly hasta Late Night with Conan O'Brien. Y también abrió conciertos de artistas internacionalmente reconocidos como Ashlee Simpson, Backstreet Boys y McFly; y lo que el describe como uno de sus mejores momentos surrealistas, cantar para el presidente de EE. UU. en Navidad en Washington D. C..
En marzo del 2007, Dill dijo que dejaría "The Click Five" Para comenzar su carrera como solista y posiblemente actor.

## Después de The Click Five
Eric dejó "The Click Five", pero no ha dejado de trabajar en la música, Atlantic head está trabajando con Dill, quien se ha mudado a Los Ángeles y está trabajando en su primer disco como solista, que se espera que llegará cerca del 2008. "Eric quiere ir en un tipo de música más alternativo", dijo Karp, quien compara su material con el de 30 Seconds To Mars. Eric ha escrito con Kara DioGuardi y Dave Hodges(de Evanescence), y Karp dice que espera a Dill en el estudio en éste verano.
También aparece en Taking Five, donde interpreta a Ritchie, el cantante principal de 5 Leo Rise (grupo de música interpretado por The Click Five).
A principios de 2012, Eric Dill publicó finalmente su primer trabajo oficial en solitario, cuatro canciones lanzadas a través de iTunes pertenecientes a su disco Wherever you are.

## Trivia
- Elton John, Billy Joel, y John Denver son alguno de los artistas favoritos de Eric.
- Dill estuvo en un episodio de Punk'd.
- Cuando Eric era pequeño estuvo en una banda llamada Panagia.
- Dill fue la estrella en la película Taking Five.
- Eric tiene un MySpace.
- Su primer concierto fue con Green Day.
- En julio de 2007 Dill sacó una nueva canción Such Great Friends, que se pueden escuchar en su MySpace.
- Su parte favorita de Boston es su historia.
- Billie Joe Armstrong es una de sus principales inspiraciones para la música.

- Datos: Q3030669